# USS Chippewa (1815)
Pour les autres navires du même nom, voir USS Chippewa.
L'USS Chippewa, second navire du nom, est un brick de l'United States Navy lancé en 1815 et perdu lors d'un échouement en 1816.

## Carrière
Elle est construite dans la ville de Warren (état de Rhode Island) sous la direction du commodore Oliver Hazard Perry avant d'être envoyée à New York afin d'y être terminée et de se voir attribuer un équipage.
Elle quitte Boston le 3 juillet 1815 sous le commandement du lieutenant George C. Read afin de prendre part à l'escadre du commodore Bainbridge. Avant leur arrivée en Méditerranée, une seconde escadre commandée par Stephen Decatur a déjà signé un traité de paix avec la régence d'Alger dans le cadre de la seconde guerre barbaresque. Le brick participe toutefois à une démonstration de force devant Alger avec son escadre. Le navire quitte la Méditerranée le 6 octobre 1815 pour Boston où elle est placée en réserve.
La Chippewa fait voile de Boston pour le golfe du Mexique le 27 novembre 1816. Elle doit rejoindre la frégate Congress mais s'échoue sur un relief non cartographié près des Bahamas. Elle y coule le 12 décembre 1816 sans aucune perte humaine.